# Thỏa thuận mua lại chứng khoán
Thỏa thuận mua lại chứng khoán (Repurchase agreement) còn được gọi là Repo chứng khoán (viết tắt RP) hoặc thỏa thuận mua và bán chứng khoán (Sale and repurchase agreement)  là giao dịch mua hoặc bán lại chứng khoán có kỳ hạn được sử dụng trên thị trường tài chính. Đây là việc nhà đầu tư đi vay tiền ngắn hạn và dùng chứng khoán để thế chấp thông qua loại hình giao dịch mà nhà đầu tư có thể mua và bán chứng khoán (trái phiếu, cổ phiếu, chứng quyền) của chính mình trong một khoảng thời gian thỏa thuận nhất định với công ty chứng khoán. Theo quy định của pháp luật Việt Nam thì giao dịch Repo là giao dịch trong đó một bên bán và chuyển giao quyền sở hữu tài sản tài chính cho một bên khác, đồng thời cam kết sẽ mua lại và nhận lại quyền sở hữu tài sản tài chính đó sau một thời gian xác định với một mức giá xác định.
Nếu nhà đầu tư có cổ phiếu chưa được niêm yết trên sàn và đang cần tiền thì có thể mang đến công ty chứng khoán để repo. Nếu cổ phiếu của nhà đầu tư được chấp nhận thì công ty chứng khoán sẽ làm một hợp đồng có thời hạn 3 tháng, 6 tháng, hoặc một năm, đồng thời nhà đầu tư phải làm giấy chuyển nhượng (bán) cổ phiếu thế chấp này cho công ty chứng khoán theo đúng thời hạn ghi trên hợp đồng. Khi hết hạn, nhà đầu tư mang tiền đến thanh lý hợp đồng, công ty chứng khoán sẽ làm giấy chuyển nhượng sang tên chứng khoán lại cho nhà đầu tư. Nhà đầu tư phải trả lại số tiền bằng giá công ty chứng khoán mua ban đầu cộng với lãi suất cho vay tùy theo thời hạn repo.

## Thị trường
Thị trường Repo là một nguồn vốn quan trọng cho các tổ chức tài chính lớn trong lĩnh vực ngân hàng không lưu ký đã phát triển để cạnh tranh với lĩnh vực ngân hàng lưu ký truyền thống về quy mô. Các nhà đầu tư tổ chức lớn như quỹ tương hỗ thị trường tiền tệ cho các tổ chức tài chính như ngân hàng đầu tư vay tiền, để đổi lấy (hoặc được bảo đảm bằng) tài sản thế chấp, chẳng hạn như trái phiếu kho bạc và chứng khoán bảo đảm bằng thế chấp do các tổ chức tài chính đi vay nắm giữ. Giá trị tài sản thế chấp ước tính khoảng 1 nghìn tỷ đô la mỗi ngày được giao dịch trên thị trường repo của Hoa Kỳ. Trong năm 2007–2008, thị trường Repo giảm mạnh, trong đó nguồn tài trợ cho các ngân hàng đầu tư không có sẵn hoặc ở mức lãi suất rất cao, là một khía cạnh quan trọng của cuộc khủng hoảng thế chấp dưới chuẩn dẫn đến cuộc Đại suy thoái. Trong tháng 9 năm 2019, Cục Dự trữ Liên bang Hoa Kỳ đã can thiệp với vai trò là nhà đầu tư để cung cấp tiền trên thị trường Repo, khi lãi suất cho vay qua đêm tăng vọt do một loạt yếu tố kỹ thuật đã hạn chế nguồn cung tiền sẵn có.

## Cách thức
Nếu nhà đầu tư có cổ phiếu chưa được niêm yết trên sàn và đang cần tiền thì có thể mang đến công ty chứng khoán để thỏa thuận mua lại. Cổ phiếu mang đi thỏa thuận mua lại phải có tên trong danh sách cổ phiếu mà công ty chứng khoán chấp nhận. Nếu cổ phiếu của nhà đầu tư được chấp nhận thì công ty sẽ làm một hợp đồng có thời hạn 3 tháng, 6 tháng, hoặc một năm, đồng thời nhà đầu tư phải làm giấy chuyển nhượng cổ phiếu này sang tên công ty chứng khoán theo đúng thời hạn ghi trên hợp đồng. Nhà đầu tư sẽ phải bán số cổ phiếu cho công ty chứng khoán trong thời hạn đó. Khi hết hạn, nhà đầu tư mang tiền đến thanh lý hợp đồng, công ty chứng khoán sẽ làm giấy chuyển nhượng sang tên lại cho nhà đầu tư. Nhà đầu tư phải trả lại số tiền bằng giá công ty mua ban đầu cộng với lãi suất cho vay tùy theo thời hạn thỏa thuận mua lại.
Người môi giới bán chứng khoán cơ sở cho các nhà đầu tư và theo thỏa thuận giữa hai bên, mua lại chúng ngay sau đó, thường là vào ngày hôm sau, với giá cao hơn một chút. Việc thực hiện repo để đầu tư chứng khoán cũng giống như hoạt động đầu tư mạo hiểm. Nhà đầu tư tận dụng nguồn vốn của các công ty chứng khoán để repo cổ phiếu rồi dùng tiền mua tiếp cổ phiếu khiến giá bị đẩy lên, một khi các nhà đầu tư đặt lệnh mua với khối lượng lớn sẽ tạo cầu ảo và đẩy giá cổ phiếu tăng cao mà không phải là sự tăng trưởng thực của các doanh nghiệp. Có nhiều công ty chứng khoán, công ty quản lý quỹ là nơi diễn ra các giao dịch repo, ủy thác đầu tư, mua bán trái phiếu doanh nghiệp, ngân hàng với các khoản phải thu, phải trả hàng ngàn tỉ đồng. Về bản chất đó có thể là các công ty sân sau của các ngân hàng, nơi trung chuyển của dòng vốn ảo, của hình thức sở hữu chéo.